# Circus Hungaricus
A Circus Hungaricus Földes László bluesénekes tizenötödik nagylemeze, amely 2009. október 12-én az interneten, október 14-én pedig a lemezboltokban jelent meg. Az album színházi bemutatóját október 11-én a Budapesti Kamaraszínházban tartották meg monodráma formájában, Vidnyánszky Attila rendezésében, a lemezbemutató koncertet pedig december 5-én este fél 9-kor a Millenárison.
A lemez koncepcióalbum, melynek szövegei három témáról szólnak: generációs önvizsgálatról, társadalompolitikai elemzésről és a tudás-, tapasztalat-áthagyományozás problematikájáról.
Földes eredetileg a Hobo Blues Band korábbi tagjaival tervezett egy lemezt, de mivel ők elfoglaltak voltak, ezért ez nem jöhetett létre, így hát inkább egy önálló albumot készített el. A Circus Hungaricus aranylemez minősítést kapott.

## Számlista
Az összes szám szerzője Madarász Gábor és Földes László. 
| 1.    | Circus Europa                                   | 1:36 |
| 2.    | Kéne egy világszám                              | 4:20 |
| 3.    | Cipolla lovag                                   | 4:01 |
| 4.    | Késő van már                                    | 3:24 |
| 5.    | A sorozatlövő                                   | 4:59 |
| 6.    | A rock and roll mindenkié                       | 3:46 |
| 7.    | Az oroszlánszelídítő vallomása a balerinának    | 5:52 |
| 8.    | Madárijesztő                                    | 5:23 |
| 9.    | Nagy vihar jön                                  | 6:55 |
| 10.   | A Bolondok Hajója                               | 6:12 |
| 11.   | Merlin                                          | 5:24 |
| 12.   | Bolond lett a bölcsből (Utószó a XX. századhoz) | 6:38 |
| 13.   | Vén marhák (Tisztelet a Led Zeppelinnek)        | 4:09 |
| 14.   | Circus Hungaricus                               | 0:52 |
| 15.   | Kisember                                        | 2:36 |
| 66:15 |                                                 |      |

## Közreműködők
- Földes László – ének, próza
- Madarász Gábor – gitár, billentyűs hangszerek, vokál
- Sántha Gábor – gitár, vokál
- Kovács Barnabás – basszusgitár
- Nemes Zoltán – billentyűs hangszerek
- Hoffer Péter – dob, ütőhangszerek
- Rúzsa Magdi – ének (A Bolondok Hajója)
- Fekete Kovács Kornél – trombita
- Kovács Péter – tuba
- Korb Attila – harsona
- Cserta Balázs – klarinét
- Varga Bori – furulya
- Rozgonyi Péter – hangmérnök
- Juhász Balázs – lemezborító, fotó

## Toplista

### Circus Hungaricus (album)
| Toplista (2010)                        | Helyezés |
| -------------------------------------- | -------- |
| MAHASZ Top 40 album- és válogatáslemez | 6        |

### Merlin (dal)
| Toplista (2009)              | Helyezés |
| ---------------------------- | -------- |
| Rádiós Top 40 játszási lista | 26       |